# 常绿镇
常绿镇，中国浙江省西北部杭州市富阳区下辖的一个行政建制镇。	

## 行政区划
现辖：
青龙村、黄弹村、五联村、双溪坞村、大章村、北坞村、长佳村和长春村。